# Trevorton
Trevorton ist ein Census-designated place (CDP) in der Zerbe Township, Northumberland County, Pennsylvania in den Vereinigten Staaten. Das U.S. Census Bureau hat bei der Volkszählung 2020 eine Einwohnerzahl von 1.759 ermittelt.

## Geographie
Trevortons geographische Koordinaten lauten 40° 47′ N, 76° 40′ W (40,781510, −76,674259). Der Ort liegt an der Kreuzung von Pennsylvania Route 225 und Pennsylvania Route 890, in dem von Ostnordost nach Westsüdwest streichenden Tal, das zwischen Big Mountain und Little Mountain liegt. Der Zerbe Run strömt durch dieses Tal und entwässert so auch die Ortschaft. Außerdem verläuft die Trasse der aufgelassenen Eisenbahnstrecke der Trevorton, Mahanoy and Susquehanna Railroad durch den Ort.
Nach den Angaben des United States Census Bureaus hat Trevorton eine Fläche von 11,1 km², alles davon entfällt auf Land.

## Demographie
Zum Zeitpunkt des United States Census 2000 bewohnten Trevorton 2010 Personen. Die Bevölkerungsdichte betrug 181,3 Personen pro km². Es gab 931 Wohneinheiten, durchschnittlich 84,0 pro km². Die Bevölkerung Trevortons bestand zu 98,71 % aus Weißen, 0,15 % Schwarzen oder African American, 0,05 % Native American, 0,15 % Asian, 0 % Pacific Islander, 0,15 % gaben an, anderen Rassen anzugehören und 0,80 % nannten zwei oder mehr Rassen. 0,40 % der Bevölkerung erklärten, Hispanos oder Latinos jeglicher Rasse zu sein.
Die Bewohner Trevortons verteilten sich auf 866 Haushalte, von denen in 25,2 % Kinder unter 18 Jahren lebten. 52,5 % der Haushalte stellten Verheiratete, 8,3 % hatten einen weiblichen Haushaltsvorstand ohne Ehemann und 35,3 % bildeten keine Familien. 31,6 % der Haushalte bestanden aus Einzelpersonen und in 16,5 % aller Haushalte lebte jemand im Alter von 65 Jahren oder mehr alleine. Die durchschnittliche Haushaltsgröße betrug 2,32 und die durchschnittliche Familiengröße 2,91 Personen.
Die Bevölkerung verteilte sich auf 21,1 % Minderjährige, 7,1 % 18–24-Jährige, 27,5 % 25–44-Jährige, 23,9 % 45–64-Jährige und 20,4 % im Alter von 65 Jahren oder mehr. Der Median des Alters betrug 42 Jahre. Auf jeweils 100 Frauen entfielen 100,4 Männer. Bei den über 18-Jährigen entfielen auf 100 Frauen 95,1 Männer.
Das mittlere Haushaltseinkommen in Trevorton betrug 32.013 US-Dollar und das mittlere Familieneinkommen erreichte die Höhe von 35.143 US-Dollar. Das Durchschnittseinkommen der Männer betrug 30.236 US-Dollar, gegenüber 18.207 US-Dollar bei den Frauen. Das Pro-Kopf-Einkommen belief sich auf 15.781 US-Dollar. 8,6 % der Bevölkerung und 6,0 % der Familien hatten ein Einkommen unterhalb der Armutsgrenze, davon waren 7,9 % der Minderjährigen und 13,5 % der Altersgruppe 65 Jahre und mehr betroffen.